# إنهام العلمين

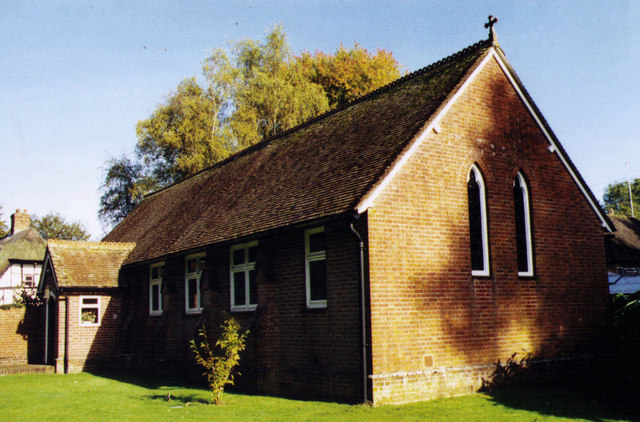
كنيسة مار جرجس، إنهام العلمين

إنهام العلمين هي قرية وأبرشية مدنية عنها21⁄2 ميل شمال أندوفر في شمال هامبشاير، إنجلترا. كانت تسمى إنهام حتى عام 1945.
هناك ثلاث مناطق سكانية، بالترتيب من الشمال إلى الجنوب، تسمى الآن أعالي أنهام (آنهام الملك الأعلى سابقًا)، وإنهام العلمين (سابقًا إنهام للملك السفلي ثم إنهام) وفارس إنهام. بلغ عدد سكان الرعية المدنية تعداد 804 (عام 2011).
نايت إنهام هي الآن جزء من الحافة الشمالية لانتشار الضواحي في أندوفر، على بعد حوالي كيلومتر جنوبيًا على طول الطريق A343 من إنهام العلمين. المستوطنة السابقة هي قرية صغيرة وكنيسة بتاريخ أول مسجل عام 1241.
كانت قرية إنهام أحد "المراكز القروية" الأصلية التي تم اختيارها لإعادة تأهيل الجنود المصابين وإعاقات الحرب العائدين من خط المواجهة في الحرب العالمية الأولى. تم تمويل مركز القرية في الأصل من قبل الملك جورج الخامس في عام 1919، وأصبح مركزًا لرعاية هؤلاء الجنود حيث أعيد تدريبهم في مهن جديدة مثل السلال والتنجيد وخدمات البستنة وغيرها من المهن. وشكل هذا الأساس لجمعية إنهام ترست الخيرية والمحدودة،  والتي لا تزال مستمرة حتى اليوم وتمتلك غالبية قرية أنهام العلمين، وتقدم الرعاية للمدنيين ذوي الإعاقة.  

## علم أصل الكلمة والتاريخ

### إنهام

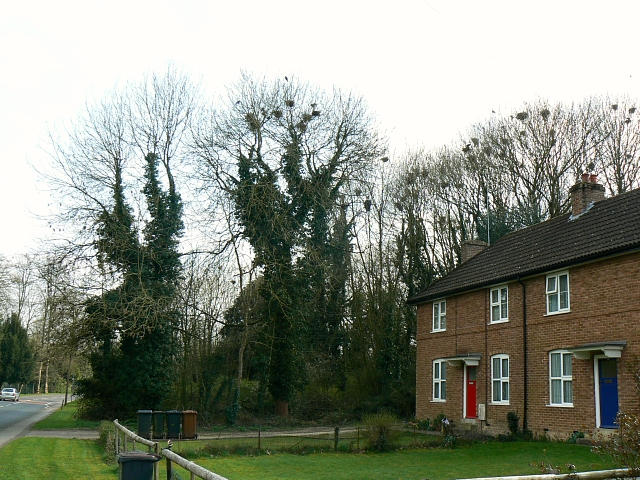
منازل إنهام العلمين

تم تسجيل التهجئة الأنجلو ساكسونية "Eanham" من عام 1008، مشيرة إلى ēan-hām = "lamb homestead" أو ēan-hamm = "الضميمة، لتربية الحملان".
هناك تكهنات بأن "تربية الحملان" تشير إلى ولادة إنجلترا من جديد في ظل الإله المسيحي الواحد، كما هو مرسوم في أكواد إنهام المكتوبة في عام 1008 فيما أصبح فيما بعد الملوك إنهام (العليا والسفلى)، الملكية الملكية لـ كود القانون 1008 والمعروف على هذا النحو في العصور الوسطى المتأخرة.
من الأمور ذات الأهمية الخاصة لقاء ويتان بما في ذلك المطران وولفستان والملك أثيلريد الثاني في أعالي (الملوك) إنهام في 16 مايو 1008.). وضع هذا المجلس التشريعي المكون من 40 من النبلاء وحوالي 360 من الخدم مشروع مرسومًا يوضح بالتفصيل النظام الاجتماعي لإنجلترا ولجعل إنجلترا ككل تحت حكم إله مسيحي واحد، ملك واحد، وإعطاء جميع الرجال الحق في القانون. كانت هذه القوانين تهدف إلى جمع الجماهير معًا ضد غزاة الفايكنج ويشار إليها باسم "رموز إنهام"  عُقد الاجتماع فيما أصبح لاحقًا ملوك (أعالي) إنهام.
في هوم فارم، هناك رواسب من العصر الحجري الحديث، والعصر البرونزي، والعصر الحديدي، والروماني، والأنجلو ساكسوني، والعصور الوسطى تشير إلى سكن ثابت، مع وجود فيلا رومانية واحدة على الأقل أكد متحف أندوفر أنها ذات أهمية كبيرة، وخندق حدودي واضح يُعرف محليًا باسم "الوادي". يمكن تذكر الأعمال الترابية العميقة الأخرى في الذاكرة الحية قبل ملؤها لإفساح المجال للآلات الزراعية الحديثة.
في عام 1919، ورث جورج هيوز إيرل من نادي الفرسان في بيكاديللي في لندن عقارًا تم بيعه، وباع 1,026 أكر (415 ها) منه لأمناء المراكز القروية للعلاج العلاجي ومجلس التدريب (إنكوربوريتد). تم إنشاء المركز، باستخدام هذه الأرض، بدعم من الملك جورج الخامس وزوجته الملكة ماري، وتكييفه لإيواء وتأهيل وتوظيف الجنود العائدين من المعاقين من الحرب العالمية الأولى مع "آثار بتر الأطراف، وهن عصبي، وصدمة قذائف أو حمى. ".
في عام 1921، اشترى الصندوق 8 فدادين إضافية في أربعة طرود في نايت انهام. تلقى الصندوق الاستئماني من مجلس التجارة ترخيصًا لحيازة ما لا يزيد عن 10000 فدان من الأراضي لتنفيذ غرض الصندوق. خلال عشرينيات وثلاثينيات القرن الماضي، كان لا بد من بيع الكثير من الأراضي لدفع النفقات؛ بيع عام 1934 كان لـ 232-أكر (94 ها) مزرعة المنزل.
بقي بعض المرضى في المنزل هناك وتم تعيينهم في وظائف مثل عربات النقل، وعمال النقل، وعمال الحدائق ومزارعي الألبان.

### الحرب العالمية الثانية واسم العلمين
في الحرب العالمية الثانية، أُعيد العديد من المصابين في معركة العلمين في شمال إفريقيا إلى مركز الإنعاش في إنهام السفلى. استمر هذا الارتباط الوثيق بين العسكريين والقرية أثناء الحرب وبعدها.
في تشرين الثاني (نوفمبر) 1945، جمع اثنان من الاشتراكات العامة في مصر 250 ألف جنيه إسترليني (حوالي 8 ملايين جنيه إسترليني في عام 2015)، لشكر بريطانيا على تخليص بلادهم من قوات المحور. ذهب جزء صغير لبناء نادي رياضي جديد لقوات الأمم المتحدة في الجزيرة بالقاهرة. لكن معظمها تم منحه لجمعية إنهام الخيرية لرعاية الجنود السابقين المعوقين. أدى هذا إلى تحسين الوضع المالي للمؤسسة الخيرية بشكل كبير، وسمح لهم ببناء مركز الجنود السابقين المعوقين.
تمت إضافة اسم العلمين إلى اسم القرية تقديراً لما سبق، بعد قرية العلمين المصرية، موقع معركة العلمين الشهيرة. تعني كلمة العلمين حرفياً "العلمين".

## مجتمع
تتميز القرية بمسار تراثي، ومسار كنز للأطفال.

## وصلات خارجية
- إنهام ترست
- رسالة من الجمعية المصرية البريطانية
- مجلس رعية إنهام العلمين
- تاريخ ووصف وصور إنهام العلمين
- خريطة الانترنت
- يُظهر عرض Google Earth أنهام العليا (في الأعلى)، وإنهام العلمين (بالقرب من الوسط)، وفرسان إنهام (في الأسفل)
- عرض Google Earth عرض الأرض عند المدخل الشمالي الذي يظهر علامة الاسم
- رابط لخريطة مسح الذخائر للمنطقة من عام 1924 إلى عام 1945